# James Gillespie

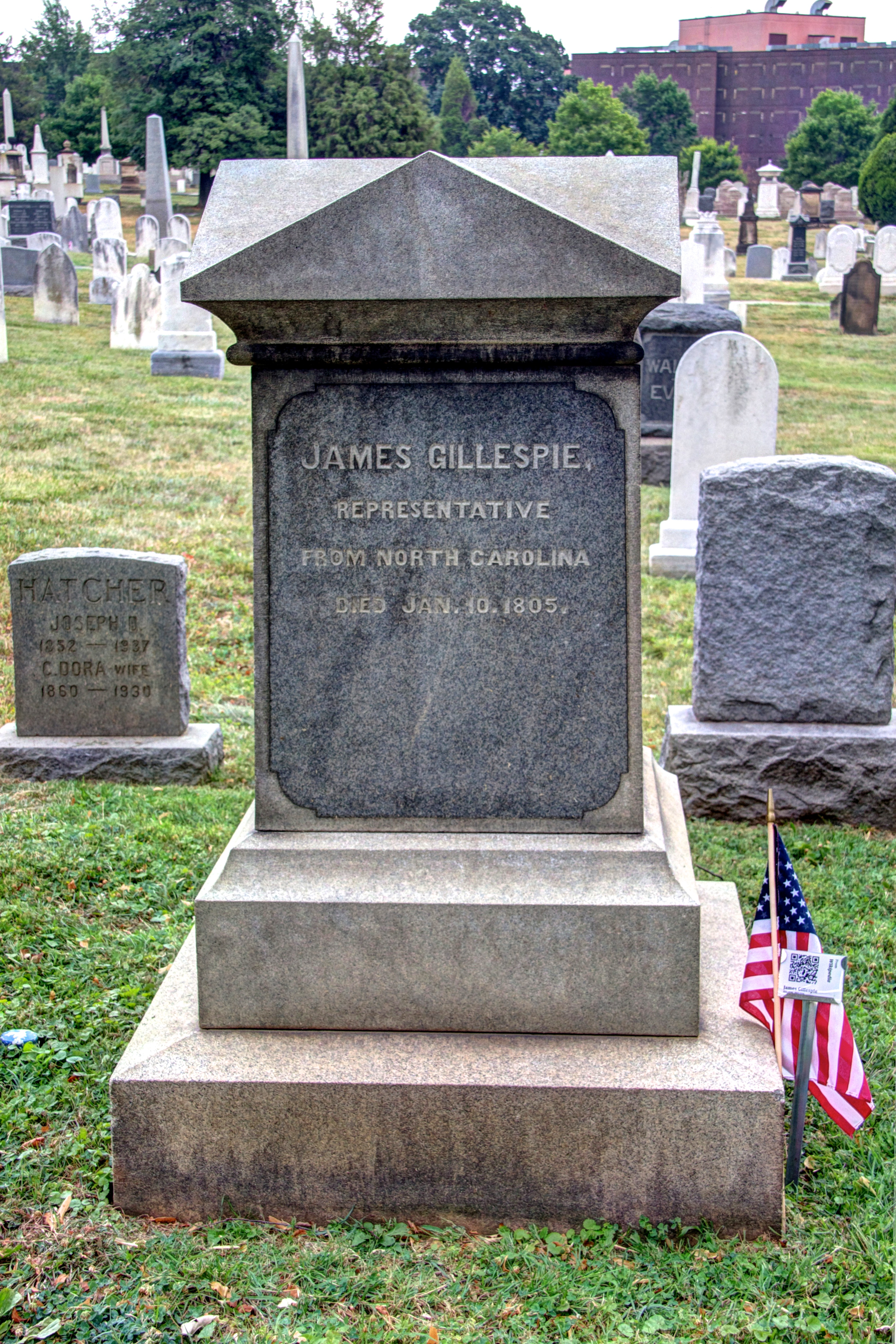
Gillespies Grab in Washington D.C.

James Gillespie (* um 1747 in Kenansville, Duplin County, Province of North Carolina; † 11. Januar 1805 in Washington, D.C.) war ein US-amerikanischer Politiker. Zwischen 1793 und 1805 vertrat er zweimal den Bundesstaat North Carolina im US-Repräsentantenhaus.

## Werdegang
James Gillespie erhielt eine gute Schulausbildung und nahm später als Mitglied der Miliz von North Carolina am Unabhängigkeitskrieg teil. Im Jahr 1776 war er Mitglied der verfassungsgebenden Versammlung von North Carolina. Von 1779 bis 1783 war er Abgeordneter im Repräsentantenhaus von North Carolina; zwischen 1784 und 1786 gehörte er dem Staatssenat an. Politisch war Gillespie ein Gegner der Bundesregierung unter Präsident George Washington (Anti-Administration). Später wurde er Mitglied der von Thomas Jefferson gegründeten Demokratisch-Republikanischen Partei.
Bei den Kongresswahlen des Jahres 1792 wurde Gillespie im fünften Wahlbezirk von North Carolina in das US-Repräsentantenhaus gewählt, wo er am 4. März 1793 die Nachfolge von Nathaniel Macon antrat. Nach zwei Wiederwahlen konnte er bis zum 3. März 1799 drei Legislaturperioden im Kongress absolvieren. Im Jahr 1795 wurde der elfte Verfassungszusatz verabschiedet. Bei den Wahlen des Jahres 1802 wurde Gillespie erneut im vierten Distrikt in den Kongress gewählt, der inzwischen von Philadelphia nach Washington umgezogen war. Er konnte sein Mandat bis zu seinem Tod am 11. Januar 1805 ausüben.